# Thijs Zonneveld
Thijs Zonneveld (Leiden, 28 september 1980) is een Nederlandse sportjournalist en wielrenner. Hij werkt anno 2024 als journalist bij het Algemeen Dagblad, is podcastmaker, schrijver en trad eerder op op als co-commentator/analist bij Eurosport en NOS Studio Sport. In december 2024 kondigde hij aan te stoppen als profwielrenner.

## Loopbaan
Zonneveld schreef voor hij bij het Algemeen Dagblad begon voor De Pers, vooral als wielerverslaggever. Hij werd verder onder andere bekend als tafelheer bij het tv-programma De Avondetappe (sinds 2011).
In augustus 2011 schreef hij voor nieuwssite NU.nl de column Die berg komt er, wat leidde tot een gelijknamig initiatief om in Nederland een berg te bouwen (een hol gebouw met omvang en uiterlijk van een echte berg). Verscheidene bedrijven werkten eraan mee. Rond 2015 viel het initiatief stil, de website werd in 2016 opgeheven.
In 2013 werd Zonneveld analist bij de NOS. Daarnaast was hij medecommentator bij wedstrijden voor Eurosport en van 2013 tot en met 2017 koersdirecteur van de Arnhem-Veenendaal Classic.
Sinds 2018 heeft hij de periodieke wielerpodcast: In het wiel. Samen met Hidde van Warmerdam bespreekt hij de actualiteit van het wielrennen.

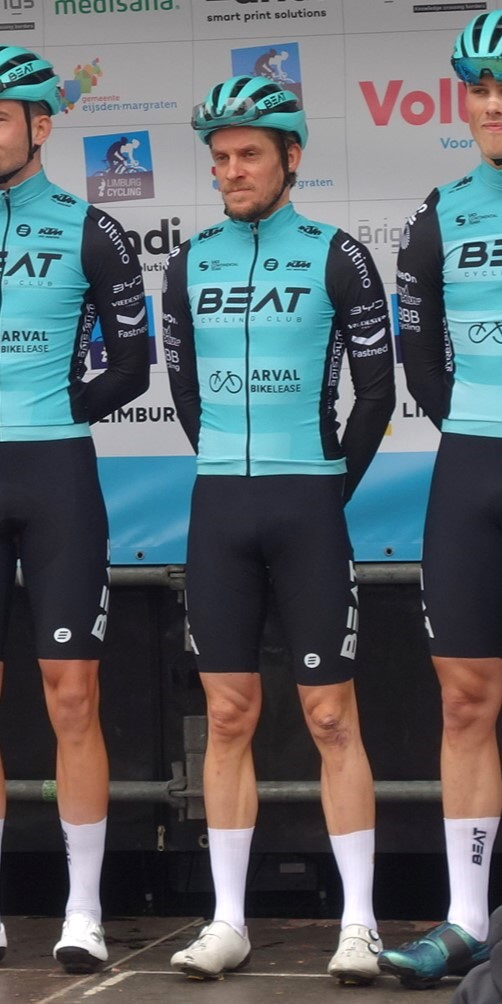
Zonneveld namens BEAT Cycling in 2024.

Begin 2023 werd bekend dat Zonneveld weer professioneel ging fietsen. Hij was vooral in het gravelfietsen en strandfietsen te zien bij BEAT Cycling. Ook reed hij in 2023 de Scheldeprijs. Met ingang van 1 januari 2025 is Zonneveld gestopt als profwielrenner. Even later werd bekend dat hij sportief directeur van BEAT Cycling zou worden.

## Palmares
2004
- Eindklassement Ronde van de Gard

2005
- 3e etappe Volta Ciclista Internacional a Lleida

2016
- Nederlands kampioenschap strandrace

2017
- 1e MTB Beachrace Hoek van Holland – Den Helder

- Nederlands kampioenschap strandrace

2018
- 1e MTB Beachrace Hoek van Holland – Den Helder

2023
- Nederlands kampioenschap strandrace
- Nederlands kampioenschap gravel

## Boeken
- Dit is onze tijd (2008)
- De ereronde van de eland (2009)
- Koos, Kenny en Johnny (2010)
- Ik heb een heel andere wedstrijd gezien (2011)
- Paniagua (2013)
- De rode vod (2013)
- Wilco Kelderman bestaat niet (2014)
- Waaiers! (2015)
- Thomas Dekker. Mijn gevecht (2016)
- De Suikerspin (2017)
- De Fiets De Fiets: en nog veel meer sportverhalen (2019)
- Altijd koers: wielerverhalen uit het coronajaar (2021)

## Prijzen
- Scriptieprijs sport en recht 2004
- Verkozen tot pers-Journalist van het jaar 2008
- Winnaar Sportblokjesbokaal 2013

## Privéleven
Zonneveld heeft een relatie met presentatrice-journaliste Jojanneke van den Berge en heeft met haar twee dochters en een zoon.